# 제23회 부산국제단편영화제
제23회 부산국제단편영화제는 2006년 5월 26일에 열린 시상식이다.

## 수상 및 후보

### 최우수작품상(국제경쟁)
- 방탄복 - 이사마 히라바야시 수상

### 우수작품상(국제경쟁)
- 우리. 여행자들 - 이도윤 수상

### 심사위원특별언급상(국제경쟁)
- 날개 - 쿠오 파이 히신 수상

### 감독상(교보생명상)
- 5x90 - Th5 Wak5 - 이기훈 수상

### 관객상(한국경쟁)
- 처용의 다도 - 정용주 수상

### 촬영상(후지필름상)
- 장님은 무슨 꿈을 꿀까요 - 유지태 수상

### 민송상
- TSU - 프라모츠 상손 수상

### 애플코리아상
- 어머니 - 리 지아 수상

### 국제경쟁
- 후용리 공연예술단 노뜰 - 박선욱
- 88서울올림픽 - 주명훈
- 몽유병 - 안젤라 하우
- 그와 나 너 - 찬팁 쿤아세이엠폰
- 고등어 - 장재진
- 원 - 이희섭
- 말해봐 괜찮다고 - 황정현
- 백식이 불여일견 - 정원식 외
- 티 데이트 - 박미나
- 가로수 - 타달 델키
- 참! 잘했어요 - 정다미
- 사라짐의 양식 - 김기훈
- 전쟁영화 - 유채목
- 겨울뿐인 해변 - 웨이-첸 창
- 아날로그 러브 - 안정동
- 샌프란시스코 블루스 - 허인
- 미소 - 유발 말코비치
- 신당동 전기톱 부부싸움 - 류근환
- 꿈도깨비 - 이영석
- 플랫폼 - 김영제
- 신 승자없는 전쟁 - 김정태
- 1972년 귀한이네 - 백정민
- 아프리카의 싱글맘 - 문정현
- 3차원 비극 - 찬 밍 유안
- 천국의 에스컬레이터 - 장철수
- 그 유명한 작가 배토벤씨와 그의 가정부 - 곽인호
- 매혈 - 강경태
- 나, 그런 사람 아니에요 - 이승영
- 원폭 60년, 그리고... - 김환태
- 그래서 엄마겠지 - 조영아
- 싱글페이퍼 - 탱밍 창
- 민디 - 초 아이 레네
- 방 - 지미 완 치만
- 얼굴 죽이기 - 춘푸 마
- 잠재적 슬픔 - 김시헌
- 엔터 더 스쿨 - 고세윤
- 어렴풋이 알고 있었어 - 신지영
- 훼미리 사이즈 피자 - 김경미
- 부러진 손가락의 소리 - 옷마르 펜케르
- 블랙무비 - 렌디 치 젠 호우
- 가족나들이 - 홍승완
- 비포 - 사마트 수와나랏
- 기억 - 전성빈
- 나는 기분이 좋아 - 가영은 외
- 추위에 날무대가리가 터진게지 - 오창민
- 붉은 나비 - 김태희
- 집으로 - 수왓 분마하덴타콘 외
- 우연한 열정으로 노래부르다 보면 - 권지영
- 연변에서 왔습네다 - 김진희 외
- 럭비소년 - 칸 데라 크리즈
- 기억의 상처 - 믹키 첸
- 더 백 - 오수형
- 노량진 토토로 - 박성진
- 아빠, 힘내세요! - 원종호 외
- 외박 - 이종윤
- 여름애 - 김명화
- 마스크 속, 은밀한 자부심 - 노덕
- 그녀의 핵주먹 - 선지연
- 고요한 종소리 - 김원영
- 건강한 청년 최경만 - 이진영
- 스페이스 - 사시트 사타라사트
- 빈 - 박지영
- 예루살렘의 돈키호테 - 대니 로젠버그
- 아버지 어금니 꽉 깨무세요 - 최원석
- 소금소년 - 마가렛 봉 츄 젠
- 이생규장전 - 김인웅
- 술자리에서 친구가 되는 법 - 이호
- 마이 좀비보이 - 이유빈

### 초청작
- 아시아의 유령 - 아피찻퐁 위라세타쿤
- 웨이브오브소울 - 피포페 파닡차파크디
- 애프터 쇼크 - 툰스카 빤시티보라꿀
- 안다만 - 솜폿 칫게이손퐁
- 사랑의 자국 - 수차다 시르타나우디
- 월드 프라이리스 데이 - 렉 마농
- 잊어버려 - 솜키드 탐니암디
- 다섯번째 밤의 미소 - 손타야 숩옌
- 거짓의 밑에 - 마가렛 봉 추 첸
- 도움의 손길 - 폴케 리댄
- 티츠 앤 범 - 산티 태파니치
- 턴인 - 핌파카 토위라
- 아이씨큐 - 믹키 초이
- 그게 너였니? - 라우 치 청
- 오후3시 15분 바이 1달러 70센트 - 아그네스 람
- 하루의 약간과 멈과의 사이 - 데렉 후이
- 내 가슴엔 무거운 - 조 령
- 아연한 - 모니카 리
- 가끔 사랑은 아름답다 - 제임스 리
- 꽃 - 셍 탓 리우
- 자화상 - 콕 카이 풍
- 초대 - 샤롯 림
- 아구안 과 팅팅 - 탐와이 푹
- 너의 가슴은 무너지지 않을 수도 있다 - 우밍진
- 숨겨진 과거 - 실비아 옹
- 마지디 - 아자르 루딘
- 버섯공장 - 천추이메이
- 영화를 만드는 사람 - DK김태균
- 레터 투 줄리엣 - 량춘식
- 8살의 마음 - 리 치아후아
- 체리 과수원 - 모하메드 에샤니
- 가든 - 아디 바라쉬  외